# Cadeau
Pour les articles homonymes, voir Cadeau (homonymie).
Pour les articles ayant des titres homophones, voir Cadot et cado.

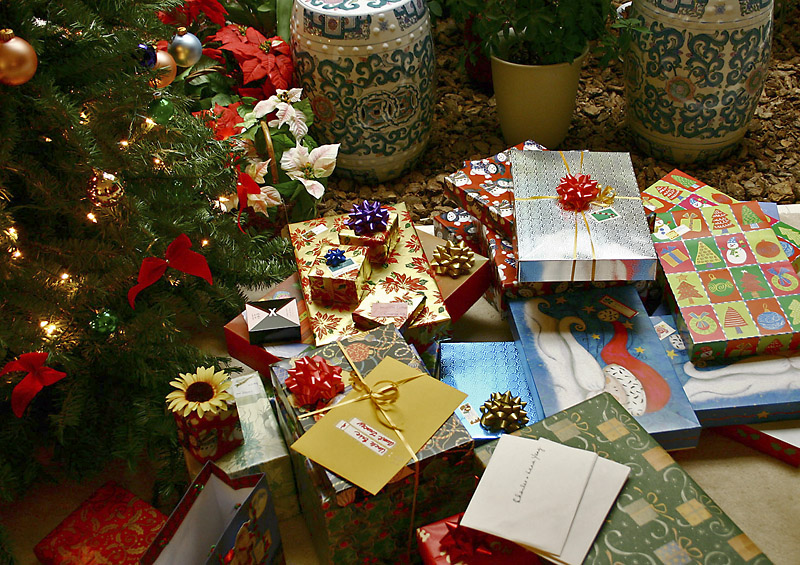
Cadeaux sous un sapin de Noël.

Un cadeau ou présent est une forme courante de don destiné à faire plaisir à une personne physique.
Par extension, c'est quelque chose qui rend autrui heureux ou moins triste, une faveur, un acte de bonté et de pardon.

## Nature d'un cadeau
Le cadeau peut être un objet, de l'argent, un droit à acheter ou à faire quelque chose (par exemple un voyage ou une sortie au restaurant). Le cadeau est généralement agrémenté d'un emballage (papier cadeau) ou d'une présentation festive.

## Contextes
Traditionnellement, certaines occasions sont propices pour offrir des cadeaux : anniversaires, Noël, mariages, Saint-Valentin, fête des mères, etc.
Le cadeau est aussi une forme de politesse dans le but de remercier la personne concernée lors d'un dîner ou d'une rencontre professionnelle par exemple. 

## Emballage
L'emballage est important : un cadeau non (ou mal) emballé peut donner une impression de négligence de la part de celui qui l'offre, et ainsi frustrer la personne. 
Le cadeau peut être emballé dans du papier glacé ou du papier journal, ou mis dans une pochette en carton. Le tout peut être décoré de Bolduc, de rubans, de paillettes ou d'étiquettes personnalisées. 

## Études anthropologiques
Dans de nombreuses sociétés humaines dès l'Antiquité, les cadeaux font partie d'un système d'échanges appelé le système du don et du contre-don. Il a notamment été étudié par l'anthropologue français Marcel Mauss dans son Essai sur le don paru en 1925.

## Calligraphie
En calligraphie occidentale, on appelle cadeau un ornement rajouté au texte, qui peut être une figure abstraite ou une représentation plus ou moins figurative formée de courbes et d'arabesques. C'est un synonyme de trait de plume.